# Axioma Ethica Odini
Axioma Ethica Odini è l'undicesimo album in studio del gruppo musicale progressive black metal norvegese Enslaved, pubblicato nel 2010.

## Tracce
1. Ethica Odini – 7:59
2. Raidho – 6:01
3. Waruun – 6:42
4. The Beacon – 5:38
5. Axioma – 2:20
6. Giants – 6:37
7. Singular – 7:43
8. Night Sight – 7:36
9. Lightening – 7:51

## Formazione
- Grutle Kjellson/K. Grutle - basso, voce, sintetizzatore
- Ivar Bjørnson aka I.S. Peersen - chitarra, sintetizzatore
- Arve Isdal - chitarre
- Herbrand Larsen - tastiera, sintetizzatori, organo, voce
- Cato Bekkevold - batteria, percussioni